# Ароматная пагода
Ароматная пагода (вьет. Chùa Hương, тьы-ном 񣘠香, тюа хыонг) — обширный комплекс буддийских храмов и святилищ, построенных в известняковых горах Хыонгтить в Ханое, одно из наиболее популярных мест паломничества в стране. Это место проведения крупного религиозного фестиваля Хыонг (Lễ hội chùa Hương), куда съезжаются паломники со всего Вьетнама. Комплекс Ароматной пагоды находится на берегу реки Дай в общине Хыонгшон (уезд Мидык, бывшая провинция Хатэй, объединённая с Ханоем). Центром комплекса является пагода, называемая «внутренний храм» (chùa Trong, 񣘠𡧲, тюа чонг), находящаяся в пещере Хыонгтить.

## История и внешний вид
Считается, что первый небольшой храм был построен на месте сегодняшнего храма Тхьенчу, который уже существовал в правление Ле Тхань Тонга в XV веке. Легенды гласят, что священное место, на котором он стоит, было обнаружено за 2000 лет до того монахом. Он назвал эту местность в честь тибетской горы, где Будда жил аскетом. Другая версия — название дано местными жителями (имеется в виду аромат цветущих деревьев). Стела на нынешнем храме указывает на год постройки террасы, каменных ступеней и святилища Кимзунг — 1686, в правление Ле Хи Тонга. Примерно тогда же был построен Тюачонг. С течением времени появлялись новые храмы, а старые подновляли. Статуи Будды и богини Гуаньинь отлили из бронзы в 1767, а в 1793 их заменили на другие; эти же статуи стоят там до сих пор. Во время войн с Францией и США комплексу был нанесён ущерб: уничтожены ворота и колокольня пагоды Тхьенчу (Thiên Trù). Колокольню отстроили заново в 1986 году, а ворота — в 1994 году.
Храмы, составляющие комплекс Ароматной пагоды, распределены среди холмов в лесу на горах Хыонг.

### Дэнчинь
Если ехать к Ароматной пагоде по реке Дай, то первым встреченным строением комплекса будет пагода Дэнчинь (Đền Trình), построенная для поклонения военачальникам королей-Хунгов. По бокам ворот Дэнчинь стоят два коленопреклонённых слона, а внутри расположен зал для проведения церемоний.

### Тхьенчу
За Дэнчинь находятся пагода Тхьенчу (Thiên Trù, 天㕑, небесная кухня) и кирпичная ступа Вьенконгбао, в которой похоронен руководитель восстановления пагоды Вьен Куанг. Ступа Тхьентхюи естественного происхождения (появилась в результате эрозии холма) находится неподалёку. У Тхьенчу имеется колокольня и зал Триратны, построенные в 1980-х годах. Внутри расположена большая скульптура Гуаньинь.
hay

### Зайоан
По дороге из Тхьенчу к пещере Хыонгтить стоит храм Зайоан (Giải Oan). Возле неё находится пруд Тхьенньен-Тханьчи, в который впадает девять ручьёв.

### Пещера Хыонгтить
Центром комплекса является Внутренний храм («Тюачонг»), расположенный в пещере Хыонгтить (Hương Tích). Вход в пещеру похож на пасть дракона, на стенах выбиты китайские иероглифы (Nam thiên đệ nhất động, 南天第一峝, нам тхьен дэ нят донг), что означает «первая пещера южного мира»; надпись датируется 1770 годом, и, вероятно, нанесена правителем Чинь Самом.
Внутри пещеры стоит множество статуй, в том числе статуи Будды и Гуаньинь, выполненные из зелёного камня, и статуи архатов. Левая нога статуи Гуаньинь вытянута, ступня лежит на цветке лотоса, правая нога согнута, её поддерживает другой цветок лотоса. В руке лежит жемчужина. В пещере также находятся сталактиты и сталагмиты, некоторые из которых от постоянного натирания ладонями посетителей сильно сгладились.
Среди прочих элементов комплекса — пагода Тьенсон (Tiên Sơn, 仙山), грот Тхюэткинь, храм Фаттить (Phật tích, 佛跡), храм Вонг.

## Популярные способы времяпрепровождения
В Ароматной пагоде существует множество традиционных практик, ассоциированных с буддизмом, анимизмом или культом предков.

### Паломничество
Многие вьетнамцы посещают Ароматную пагоду паломниками. Пилигримы обмениваются приветствием А-зи-да-фат (A Di Đà Phật) или «Намо амитабха будда». Имеется несколько дорог для паломничества, самая популярная — отплыть от верфи Йен с остановкой у святилища Чинь, чтобы официально начать паломничество и поклониться первой святыне. Затем через мост Хой паломники попадают в пещеру, где находится Тханьсон. Далее путь лежит к верфи Чо, откуда паломники пешком идут к пагоде Тхьенчу, после которой — к храмам Тьен и Зайоан. Считается, что Будда здесь совершил омовение, чтобы очиститься от пыли человеческого рода, и паломники омывают лицо и руки в колодце Лонгтуен в надежде смыть плохую карму. Здесь можно также посетить пещеру Туеткинь и храм Куавонг, чтобы поклониться горной богине, или святилище Фаттить, где находится камень, на котором, по преданию, остался след Гуаньинь.
Отсюда паломники направляются к конечной цели маршрута: пещере Хыонгтить. Там стоит множество статуй, но пилигримы часто прибывают за благословениями от сталактитов и сталагмитов, многие из них имеют имена. Бездетные желают получить потомство, молясь Нуй-Ко (Núi Cô) и Нуй-Кау (Núi Cậu), их названия означают «Гора-девочка» и «Гора-мальчик»; другие молятся сталактитам и сталагмитам, которые должны даровать процветание. Часто посетители собираются под сталактитом, напоминающим женскую грудь, и ловят падающие с него капли воды, чтобы получить от него здоровье. Примеры имён сталактитов и сталагмитов: «Гора монет» (đụn Tiền), «Золотое дерево», «Серебряное дерево», «Корзина шелковичных червей», «Кокон» и "Рисовая скирда.

### Фестиваль
Сезон паломничества — фестиваль пагоды Хыонг, в это время пещеру Хыонгтить и другие храмы посещают сотни тысяч людей. Фестиваль Ароматной пагоды — самый долгий во Вьетнаме, официально он начинается 15 числа второго месяца по лунному календарю, но наплыв посетителей продолжается с середины января по середину марта. Фестиваль считается также хорошим местом для романтического знакомства молодёжи.
Рестораны комплекса Ароматной пагоды подают экзотические дорогие блюда из местной фауны (оленей, дикобразов, кабанов).

## Популярная культура

### Легенды
Об Ароматной пагоде сложено множество легенд, в частности, говорят, что Гуаньинь останавливалась там для спасения людей.